# Traditional Knowledge (электронная библиотека)
Traditional Knowledge — индийская электронная библиотека, посвящённая традиционным знаниям, в частности, о лекарственных растениях и составах, используемых в индийской системе медицины.

## Описание
Проект был создан в 2001 году в рамках сотрудничества между Советом по научным и промышленным исследованиям, Министерством АЙУСГ, Министерством здравоохранения и поддержки семьи и Правительством Индии. Цель библиотеки состоит в защите древних и традиционных знаний страны от биопиратства и неправомерного патентирования, путём документирования их в электронном виде и структуризации в соответствии с международной системой патентной классификации. Кроме того, непатентная база данных служит для увеличения количества современных исследований на основе традиционных знаний, упрощая доступ к большому объёму теоретических знаний и практики.
В 2010 году библиотека собрала 148 книг по аюрведе, унани, сиддхе и йоге, которые находятся в общественном достоянии. 34 миллиона страниц информации были переведены на пять языков: английский, немецкий, французский, испанский и японский. Библиотека располагает данными о 80000 препаратах из аюрведы, 1000000 из унани и 12000 из сиддхи. Кроме того, библиотека подписала соглашения с ведущими международными патентными организациями, такими как Европейское патентное ведомство (ЕПВ), UK Intellectual Property Office и Ведомство по патентам и товарным знакам США. Целью было защитить традиционные знания от биопиратства, давая патентным экспертам международных организаций доступ к базе данных библиотеки для патентного поиска и экспертизы.

## История
Вопрос биопиратства в Индии начал серьёзно обсуждаться в конце 1990-х годов, после того как Правительство Индии успешно упразднило или ограничило ряд патентов на куркуму и рис басмати, выданных Ведомством по патентам и товарным знакам США; и патент на изделия из дерева нима, зарегистрированный Европейским патентным ведомством. Вскоре таких патентных претензий стало возникать всё больше и больше. Подавляющее большинство традиционных знаний по медицине Индии было записано на таких языках, как санскрит, хинди, арабский, персидский, урду и тамильский, что существенно затрудняло проверку претензий экспертами международных патентных ведомств. Этот опыт побудил Министерство АЙУСГ и Правительство Индии создать целевую группу экспертов в области традиционной медицины Индии (то есть аюрведа, унани, сиддха и йога), туда также входили патентные эксперты, ИТ-специалисты, учёные и инженерно-технические работники. Им было поручено создание цифровой библиотеки традиционных знаний, проект стартовал в 2001 году. Например, им нужно было расшифровать шлоку на санскрите, текст которой описывал аюрведический препарат. В ходе работы была создана Классификация ресурсов традиционных знаний, которая доступна для понимания любому патентному эксперту в любой точке мира. Таким образом, все 34 миллиона страниц текста доступны на английском, немецком, французском, испанском и японском языках.
Поскольку проект сбора базы данных был завершён, в 2006 году правительство дало доступ к библиотеке международным патентным организациям из Японии, Великобритании и Европейского патентного ведомства, стороны подписали соглашение о неразглашении. Это позволило экспертам оценить патентные заявки и прекратить попытки запатентовать традиционные знания в качестве «новых» изобретений.
Соглашения с ЕПВ были подписаны в феврале 2009 года, а в январе 2010 года — с UK Intellectual Property Office и Ведомством по патентам и товарным знакам США, последнему предшествовала встреча на высшем уровне между президентом США Бараком Обамой и премьер-министром Индии Манмоханом Сингхом. В итоге патентные эксперты получили доступ к базе данных библиотеки.
В 2008 году стартовал ещё один проект, который включал данные, относящиеся к 1500 позам в йоге. Толчком стали сообщения о большом количестве ложных гуру и мастеров йоги, которые пытались запатентовать эти знания в своих странах. Например, только в США в 2007 году был выдан 131 патент, связанный с йогой. После скандала в парламенте и СМИ Правительство Индии начало обсуждать вопрос с патентным ведомством США. После этого команда гуру йоги из девяти школ в сотрудничестве с правительственными чиновниками и 200 учеными из Совета по научным и промышленным исследованиям отсканировали 35 древних текстов, касающихся поз йоги, в том числе из индуистских эпосов Махабхарата, Бхагавадгита и Йога-сутр Патанджали. В конце 2009 года было добавлено 1500 асан.
В 2010 году министр окружающей среды Индии, Джайрам Рамеш заявил, что в течение восьми лет было собрано 34 миллиона страниц информации. ЕПВ выявило, по крайней мере, 36 случаев, а ведомство США — 40 случаев биопиратства. В будущем, в соответствии с Законом по сохранению биоразнообразия Индии 2002 года, планируется запустить проект народного реестра биоразнообразия с целью защитить документы и устные традиционные знания, которые передавались из поколения в поколение.